# Iapige
Iapige, figlio di Iaso e fratello di Palinuro, è, come quest'ultimo, uno dei personaggi presenti nell'Eneide, dove compare nel XII libro. 

## Mito
Secondo la leggenda, Iapige chiese al dio Apollo di essere iniziato ai segreti della medicina per salvare il padre morente. Il dio, colto da indomabile amore per il giovane, gli chiese di concedersi a lui, ma il troiano rispose che preferiva ricevere le sue arti.
È possibile che il trasporto passionale del dio verso Iapige sia una metafora per alludere all'amore per il sapere e il potere magico-salvifico delle erbe, che la dimensione apollinea rappresenta.
L'episodio è riferito da Virgilio quando Iapige, medico dei troiani nella guerra contro Turno e gli italici, si accinge a curare Enea che era stato ferito a una gamba:
del rotto strale e la più pronta chiede

via di rimedio: squarcino la piaga,

scoprano i ripostigli de la freccia

profondamente, e il rendano a la guerra.

Già l'assisteva il prediletto a Febo

Iàpige ïàside, cui volle

spontaneo un dí per molto amore Apollo

donar suoi privilegi, il vaticinio

e la cetra e le celeri saette:

esso, per differir l'ora del padre

agonizzante, preferí sapere

de l'erbe la virtú, l'arte salubre,

e senza gloria usar muta scïenza.

Stava, poggiato a la grande asta, tutto

fremente Enea tra il premere de' prodi

e del piangente Giulo, invitto al pianto.»
(Eneide, libro XII, vv. 387-400)
Venere poi infiltra un succo magico e medicamentoso nell'acqua che egli sta versando sulla ferita. Enea guarisce miracolosamente e saluta il figlio Ascanio invitandolo a prendere esempio dal suo travaglio: «Disce, puer, virtutem ex me verumque laborem, fortunam ex aliis» (XII, 435-436).
Il nome dell'eroe ricorda quello di antichi abitatori della Puglia, gli Iapigi, di cui una leggenda (parallela a quella di Enea) vuole sia il capostipite.